# Wilkasy (przystanek kolejowy)
Wilkasy – zamknięty przystanek osobowy w Wilkasach na linii kolejowej nr 39, w województwie warmińsko-mazurskim, w Polsce. W 2010 roku zlikwidowano na tej linii kolejowej ruch pasażerski.